# Loi de succession (Danemark)
Pour les articles homonymes, voir Loi de succession.
La Loi de succession du 27 mars 1953 est une loi du royaume de Danemark, adoptée à la suite du référendum de 1953, qui dicte les règles gouvernant l'ordre de succession au trône danois. Le référendum de 1953 change la loi afin qu'il soit possible pour les femmes d'hériter du trône si elles n'ont pas de frère, qu'il soit plus âgé ou non. Il s'agit d'un système connu sous le nom de primogéniture à préférence masculine. À cette époque, le roi Frédéric IX de Danemark a trois filles et aucun fils, ce qui signifie que la princesse Margrethe devient l'héritière du trône à la place de son oncle, le prince Knud ; celle-ci devient effectivement reine de Danemark en 1972. La loi supprime également les droits successoraux de certains membres de la maison de Glücksbourg, tels que les princes et princesses de Grèce et de Danemark et leurs descendants.
À la suite du référendum de 2009, la Loi de succession est amendée afin que la primogéniture n'ait plus de préférence masculine, c'est-à-dire que le premier-né devienne l'héritier du trône quel que soit son sexe. La reine Margrethe II ayant deux fils, cet amendement ne change pas l'héritier du trône. Cependant, il permet à la princesse Isabella de rester troisième dans l'ordre de succession au trône au lieu de son plus jeune frère, le prince Vincent.